# Víctor Chávarri
Víctor Francisco Chávarri Salazar, més conegut com a Víctor Chávarri, (Portugalete, 23 de desembre de 1854 - Marsella, 1900) fou un empresari i promotor industrial basc. Fou el primer capitalista biscaí i fundador de La Vizcaya (predecessora dels Altos Hornos de Vizcaya AHV). Nascut al carrer popularment conegut com a 'Calle del Medio' (actualment carrer de Víctor Chávarri) de Portugalete, estudià a Lieja on es va graduar el 1878 en Enginyeria civil d'arts i manufactures.
En poc més de vint anys va alçar empreses, va construir ferrocarrils, tingué negocis immobiliaris, miners, etc. Els seus negocis van motivar la seua posterior activitat política, arribant a ser procurador a les Corts espanyoles. Fou una de les figures que més va influir en la revolució industrial biscaïna i una de les més importants del desenvolupament econòmic i polític del País Basc a la fi del segle xix. També fou Marquès de Triano.
El 1889 encarregà a l'arquitecte Paul Hankar el projecte de construcció del Palau Txabarri a Bilbao, projecte que acabà executant l'arquitecte Atanasio de Anduiza, i que és actualment la seu de la Delegació del Govern al País Basc.
Va morir de congestió cerebral a Marsella l'any 1900.

## Monument a Víctor Chávarri

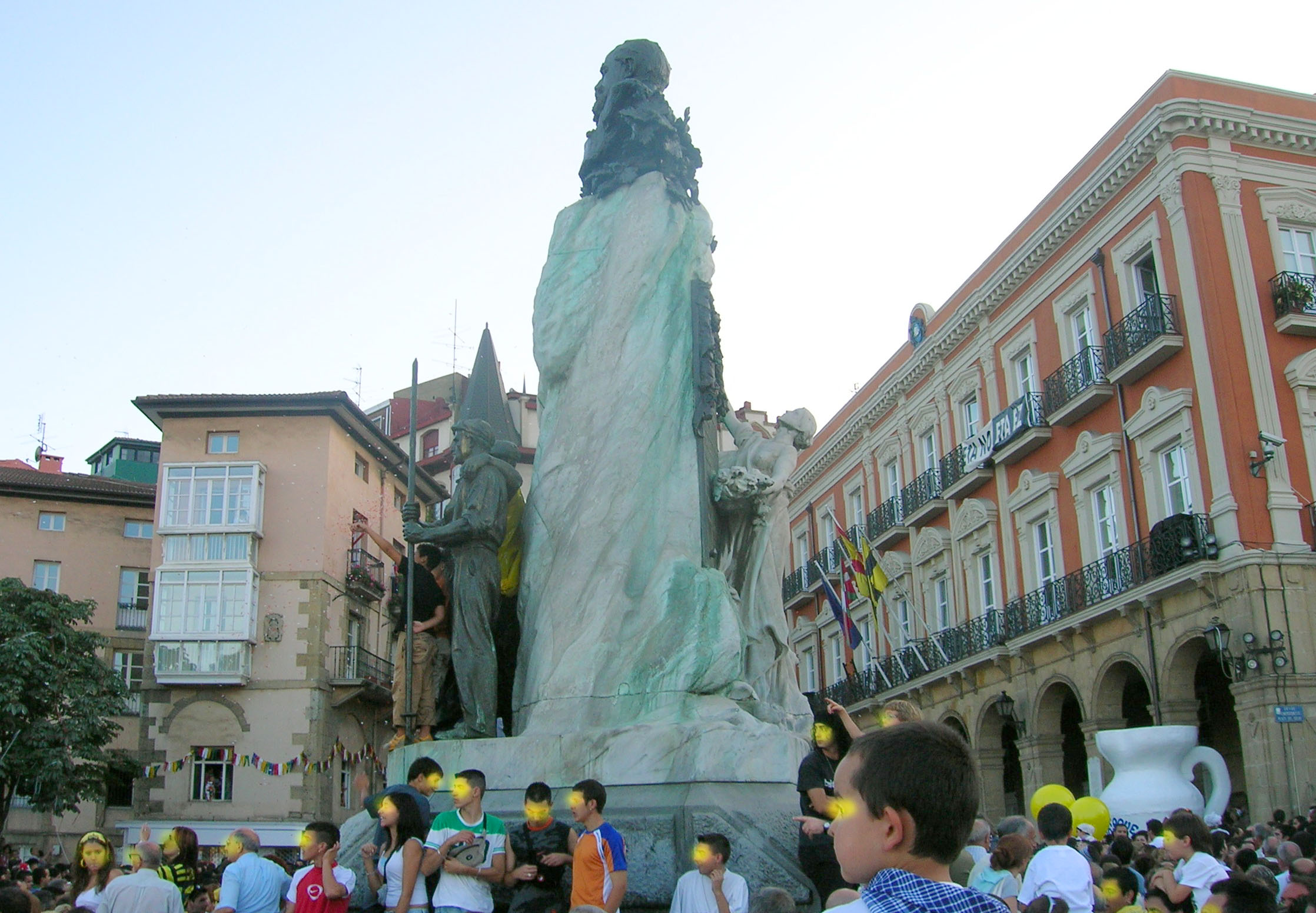
Monument a Portugalete

El monument a Víctor Chávarri està situat en la Plaça del Solar del seu municipi natal.
Construïda per l'escultor Miquel Blay l'any 1903, l'escultura està formada per un bust en bronze de Víctor sobre un enorme bloc i una base de granit gris on estan situades dues figures lligades a la tradició de la vila: un barriner i un ferró.
Amb aquesta escultura, l'artista va guanyar la Primera Medalla d'Or a l'Exposició Internacional de París de l'any 1905.